# Santuario della Madonna di Casale
Il santuario della Madonna di Casale è un edificio di culto cattolico situato nel comune di Santarcangelo di Romagna (Rimini). L'edificio originale seicentesco è stata distrutto nel 1944 dall'esercito tedesco in ritirata. L'attuale santuario è una costruzione moderna inaugurata nel 1964.
La chiesa custodisce l'urna con le reliquie del passionista Pio Campidelli (1868-1889), beatificato da papa Giovanni Paolo II il 17 novembre 1985.

## Storia
Il santuario sorge lungo la via Emilia vecchia, tra le due frazioni di Santa Giustina e San Vito di Romagna. 
Lungo questa arteria, che un tempo era la principale Emilia, fu eretta agli inizi del 1500 un'edicola dedicata alla Madonna. Al suo interno, un affresco raffigurante la Vergine con il Bambino accoglieva i viandanti che si fermavano per una sosta sul loro percorso e per fare una preghiera.
Alcuni particolari eventi miracolosi, avvenuti a partire dal 1596, suscitarono l'entusiasmo e la devozione di numerose persone. Tanto che, per accogliere i pellegrini in numero sempre crescente, nel 1602 si costruì una nuova grande chiesa. In stile basilicale a croce latina e con sei cappelle laterali, fu insignita del titolo di Santuario ed Abbazia.
Dal 1609 al 1877 il santuario fu officiato da rettori diocesani, nominati dal vescovo di Rimini. La grande affluenza di devoti rendeva necessario però un servizio religioso più efficiente, così il vescovo Luigi Raffaele Zampetti vi chiamò una comunità di sacerdoti passionisti che giunsero a Casale nel 1878.
Il santuario seicentesco fu distrutto nel 1944 dagli eventi bellici. L'attuale edificio, in stile moderno, è stato costruito nel 1964.

## Monumenti e luoghi d'arte

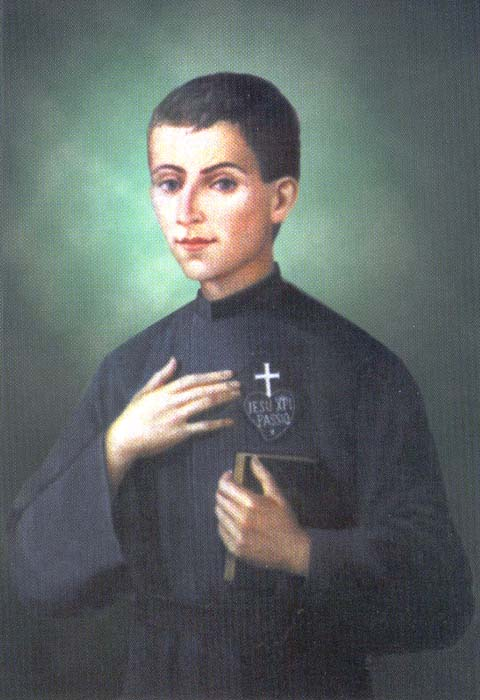
Il beato Pio di San Luigi

La Madonna con il Bambino conservata all'interno del santuario

Nel 1593 i fedeli di Casale restaurarono l'edicola dedicata alla Madonna che era lungo la via principale del borgo, e commissionarono a un pittore locale, Baldassarre Pasolini di Longiano, di dipingere una nuova immagine di Maria. Le vaste dimensioni dell'affresco originario - 130 cm per 110 - fanno pensare ad una cella capace di accogliere almeno alcune persone.
L'affresco, insieme a quasi tutta la chiesa, andò quasi totalmente distrutto nel 1944, durante la seconda guerra mondiale; ne è rimasta solo la parte centrale con il volto della Vergine e del Bambino. Si salvò anche la tomba di Pio Campidelli che vi era stata trasferita nel 1923.
Tre anni dopo il restauro, nel giugno del 1596, la Madonna di Casale cominciò ad operare miracoli. Il primo fu quello a favore di una signora Caterina, moglie di Sebastiano del Duro. Ella era in casa afflitta per il marito imprigionato ingiustamente. Le fece visita una pellegrina che, saputa la vicenda, le consigliò di recarsi ad accendere una candela davanti all'immagine della Madonna e di pregare con fede affinché il suo consorte fosse liberato. Caterina seguì il buon consiglio. La sera stessa il coniuge ritornò a casa. Grande fu la meraviglia e la festa. Caterina cercò la donna che l'aveva visitata e consigliata, chiese a tutti se l'avessero vista, ma nessuno la conosceva o l'aveva mai incontrata. La misteriosa visitatrice fu subito associata alla Madonna stessa.
A seguito di questo primo evento miracoloso ve ne furono molti altri e ancora oggi l'immagine della Vergine Maria reca conforto e grazie a chi si rivolge a Lei. Il santuario edificato sul luogo fu dedicato alla Madonna della Visitazione, proprio in memoria della miracolosa visita ricevuta dalla signora Caterina.

## Manifestazioni
La festa patronale è fissata l'8 settembre.
I festeggiamenti iniziano la domenica precedente con una partecipata gara podistica a cui partecipano atleti di varie fasce di età denominata "Sagra delle Mandorle".
La memoria di Pio Campidelli ricorre il 2 novembre.